# Jennifer Baumgardner
Jennifer Baumgardner (née en 1970) est une auteure, activiste et réalisatrice féministe américaine dont les thèmes de travail sont l'avortement, la sexualité, le viol et les familles monoparentales. Depuis 2013, elle est directrice et responsable éditorial de The Feminist Press à la City University of New York (CUNY), une institution féministe fondée en 1970 par Florence Howe. Elle est aussi connue pour ses contributions au développement de la troisième vague féministe.

## Biographie
Jennifer Baumgardner naît et grandit à Fargo dans le Dakota du Nord. En 1992 elle finit ses études universitaires à l'université Lawrence d'Appleton dans le Wisconsin. Durant son cursus universitaire elle mène un groupe féministe et cofonde un journal alternatif intitulé The Other centré sur l'intersectionnalité. En 1993 elle déménage à New York et commence à travailler pour le magazine Ms. dont elle devient en 1997 responsable éditoriale.
En 1998, Baumgardner quitte Ms. et écrit des articles pour diverses revues dont le New York Times et NPR. Elle écrit aussi divers ouvrages dont Manifesta: Young Women, Feminism and the Future et Look Both Ways: Bisexual Politics. En 2004 elle produit le film documentaire Speak Out: I Had an Abortion.

## Livres
- (en) Jennifer Baumgardner et Richards, Amy, ManifestA : Young Women, Feminism, and the Future, New York, Farrar, Straus and Giroux, 2000, 416 p. (ISBN 978-0-374-52622-1)
- (en) Jennifer Baumgardner et Richards, Amy, Grassroots : A Field Guide for Feminist Activism, New York, Farrar, Straus and Giroux, 2005, 306 p. (ISBN 978-0-374-52865-2)
- (en) Jennifer Baumgardner, Look Both Ways : Bisexual Politics, New York, Farrar, Straus and Giroux, 2007, 244 p. (ISBN 978-0-374-19004-0)
- (en) Jennifer Baumgardner, Abortion & Life, New York, Akashic Books, Akashic Books, 2008, 250 p. (ISBN 978-1-933354-59-0)
- (en) Jennifer Baumgardner, F 'em! : Goo Goo, Gaga, and Some Thoughts on Balls, California, Seal Press, Seal Press, 2011, 256 p. (ISBN 978-1-58005-360-0)
- Baumgardner, Jennifer; Kunin, Madeleine M.. (2013). We Do: American Leaders who Believe in Marriage Equality: Akashic Books.  (ISBN 978-1-61775-187-5)

## Filmographie
- Speak Out: I Had an Abortion (2005) Co-Productrice
- It Was Rape (2013) Réalisatrice, Productrice